# نگبوروو
نگبوروو (به لاتین: Nieborów) یک روستا در لهستان است که در گمینا نگبوروو واقع شده‌است. نگبوروو ۹۰۰ نفر جمعیت دارد.